# Rhönrad-Weltmeisterschaft 2003
Die Rhönrad-Weltmeisterschaft 2003 fand vom 27. Mai bis 1. Juni in Lillehammer (Norwegen) statt. Es haben 85 Athleten aus 13 verschiedenen Nationen teilgenommen (Deutschland, Niederlande, Schweiz, Japan, Österreich, Belgien, Italien, Frankreich, Finnland, Israel, USA, Iran und Norwegen). Deutschland konnte mit Abstand die meisten Goldmedaillen holen.

## Zeitplan
Quelle: 
| Di 27. Mai | IRV Generalversammlung                         |
| Mi 28. Mai | Training                                       |
| Do 29. Mai | Mehrkampf Junioren Eröffnungszeremonie         |
| Fr 30. Mai | Mehrkampf Senioren Finals Team                 |
| Sa 31. Mai | Finals Junioren Finals Senioren Abschlussparty |

## Ergebnisse Senioren

### Herren
| Platz | Land        | Athlet          | Punkte |
| ----- | ----------- | --------------- | ------ |
| 1     | Deutschland | Simon Knapp     | 9,60   |
| 2     | Deutschland | Hendrik Strauss | 9,40   |
| 3     | Deutschland | Jonas Litzki    | 9,15   |

| Platz | Land        | Athlet          | Punkte |
| ----- | ----------- | --------------- | ------ |
| 1     | Deutschland | Marten Canisius | 8,75   |
| 2     | Deutschland | Simon Knapp     | 8,35   |
| 3     | Deutschland | Hendrik Strauss | 8,20   |

| Platz | Land               | Athlet            | Punkte |
| ----- | ------------------ | ----------------- | ------ |
| 1     | Deutschland        | Simon Knapp       | 8,80   |
| 1     | Vereinigte Staaten | Jermaine Dotson   | 8,80   |
| 3     | Deutschland        | Christoph Clausen | 8,35   |
| 3     | Deutschland        | Jans Litzki       | 8,35   |

| Platz | Land        | Athlet         | Punkte |
| ----- | ----------- | -------------- | ------ |
| 1     | Deutschland | Julius Petri   | 27,2   |
| 2     | Deutschland | Jan Schäfer    | 25,05  |
| 3     | Deutschland | Florian Krause | 24,55  |

### Frauen
| Platz | Land        | Athlet         | Punkte |
| ----- | ----------- | -------------- | ------ |
| 1     | Japan       | Naomi Kunihiro |        |
| 2     | Deutschland | Julia Pohling  |        |
| 3     | Deutschland | Janin Oer      |        |

## Ergebnisse Team
Quelle: 
| Platz | Land        | Punkte |
| ----- | ----------- | ------ |
| 1     | Deutschland | 62,65  |
| 2     | Norwegen    | 57,3   |
| 3     | Japan       | 56,2   |